# Carpelimus subterraneus
Carpelimus subterraneus är en skalbaggsart som först beskrevs av Ales Smetana 1960.  Carpelimus subterraneus ingår i släktet Carpelimus, och familjen kortvingar. Arten har ej påträffats i Sverige.